# Scolorina
La scolorina è un prodotto  atto a rimuovere l'inchiostro. Consiste di due liquidi che usati in successione rimuovono la precedente scrittura, scolorendone l'inchiostro presente, e permette, una volta asciutta, di riscrivere sulla parte precedentemente trattata con il prodotto. 
Veniva commercializzata in confezioni che contenevano due flaconi e tre tipologie di compresse di colore bianco, blu e viola che diluite con acqua producevano i due liquidi che applicati con una pipetta permettevano di rimuovere abbastanza agevolmente l'inchiostro della penna stilografica e, seppur in maniera meno efficace, quello della penna a sfera.
Era commercializzato con i marchi di Gnocchi, Pelikan e Zenith (c'è anche un nome commerciale di Cancellina).
Il primo dei due liquidi è una soluzione di permanganato di potassio che reagisce con l'inchiostro producendo biossido di manganese; il secondo è disolfato di sodio che scolorisce il biossido.